# Resolución 672 del Consejo de Seguridad de las Naciones Unidas
La Resolución 672 del Consejo de Seguridad de las Naciones Unidas, adoptada por unanimidad el 12 de octubre de 1990, reafirma las resoluciones 476 (1980) y 478 (1980) y expresa la alarma del Consejo de Seguridad de las Naciones Unidas por la violencia ocurrida en el Monte de Templo de Jerusalén el 8 de octubre de 1990, que tuvo como resultado 21 palestinos muertos y más de 150 heridos, incluidos civiles y fieles palestinos. 
El Consejo condenó la actuación de las fuerzas de seguridad israelíes y exigió a Israel que se atuviese a sus obligaciones legales según la Cuarta Convención de Ginebra. La resolución 672 también autorizó el envío de una comisión de investigación a la zona para evaluar el incidente, que debía informar al propio Consejo de Seguridad a finales de octubre de 1990. 
Israel rechazó la resolución alegando que no prestaba atención a los ataques a fieles judíos en el Muro de las Lamentaciones y denegó la entrada a la comisión de investigación de la ONU, lo que ocasionó la aprobación de la Resolución 673 del Consejo de Seguridad, que condenaba a Israel por denegar dicho acceso.